# Gert Wunderlich (Politiker)
Gert Wunderlich (* 7. April 1944 in Sohl) ist ein deutscher Politiker (CDU).

## Leben
Wunderlich besuchte die Grundschule in Sohl und Mühlhausen und die Oberschule in Oelsnitz, wo er auch sein Abitur ablegte. Nach einer Lehre als Forstfacharbeiter in Morgenröthe studierte er an der Ingenieurschule für Forstwirtschaft in Schwarzburg und wurde so Forstingenieur. Wunderlich war von Beruf Forsteinrichter bei der Forstprojektierung Potsdam im Betriebsteil Weimar, ehe er zum Oberförster ernannt wurde und schließlich Ingenieur für Produktionsvorbereitung im Staatlichen Forstbetrieb Saalfeld wurde. 1990 ließ er sich zum Ingenieur umdiplomieren.
Wunderlich wurde 1978 Mitglied der CDU der DDR, die nach der Wende in der gesamtdeutschen CDU aufging. Er wurde 1990 Mitglied des Ortsvorstands Rudolstadt und des Kreisvorstands Saalfeld-Rudolstadt. Seit 2010 ist er Vorsitzender des Stadtverbands Rudolstadt. 1990 gehörte Wunderlich der letzten Volkskammer der DDR an, danach saß er von 1990 bis 2004 im Thüringischen Landtag.